# (420) Bertholda
(420) Bertholda est un astéroïde de la ceinture principale découvert par Max Wolf le 7 septembre 1896. Son nom a été donné en hommage à Berthold Ier.